# Vízimolyok
A vízimolyok (Acentropinae vagy Nymphulinae) a valódi lepkék közül a fényiloncafélék (Pyralidae) családjának egyik alcsaládja.

## Származásuk, elterjedésük
Fajaikat az egész Földön megtalálni; főleg a trópusokon. Mintegy 70 nemükből csak 7 él Európában (is).

## Magyarországi fajok
Magyarországról 5 nem 7 faját mutatták ki:
- Elophila (Hb., 1822
  - tarka vízimoly (tasakosmoly, Elophia nymphaeata L., 1758) — Magyarországon közönséges (Fazekas, 2001; Buschmann, 2004; Mészáros, 2005; Pastorális, 2011; Pastorális & Szeőke, 2011)
  - déli vízimoly (Elophila rivulalis Duponchel, 1834) — Magyarországon szórványos (Pastorális, 2011)
- Acentria (Stephens, 1829)
  - törpe vízimoly (Acentria ephemerella, A. nivea, A. nivosa, Elophia nivosa Denis & Schiffermüller, 1775) — Magyarországon közönséges (Fazekas, 2001; Buschmann, 2004; Pastorális, 2011)
- Cataclysta (Hb., 1825
  - békalencsemoly (Cataclysta lemnata L., 1758) — Magyarországon közönséges (Fazekas, 2001; Buschmann, 2004; Pastorális, 2011; Pastorális & Szeőke, 2011)
- Nymphula (Schrank, 1802)
  - díszes vízimoly (Nymphula nitidulata, N. stagnata Hufnagel, 1767) — Magyarországon közönséges (Fazekas, 2001; Buschmann, 2004; Pastorális, 2011; Pastorális & Szeőke, 2011)
- Parapoynx (Hb., 1825
  - közönséges vízimoly (Parapoynx stratiotata L.) — Magyarországon közönséges (Fazekas, 2001; Buschmann, 2004; Pastorális, 2011; Pastorális & Szeőke, 2011)
  - fehér vízimoly (Parapoynx nivalis Denis & Schiffermüller, 1775) — Magyarországon többhelyütt előfordul (Pastorális, 2011)

## Életmódjuk, élőhelyük
Többségük vízi-mocsári életmódra tért át; hernyóik víz alatt élnek, vízinövényekkel táplálkoznak. Egyes hernyók tracheakopoltyúkkal lélegeznek.